# 성교육

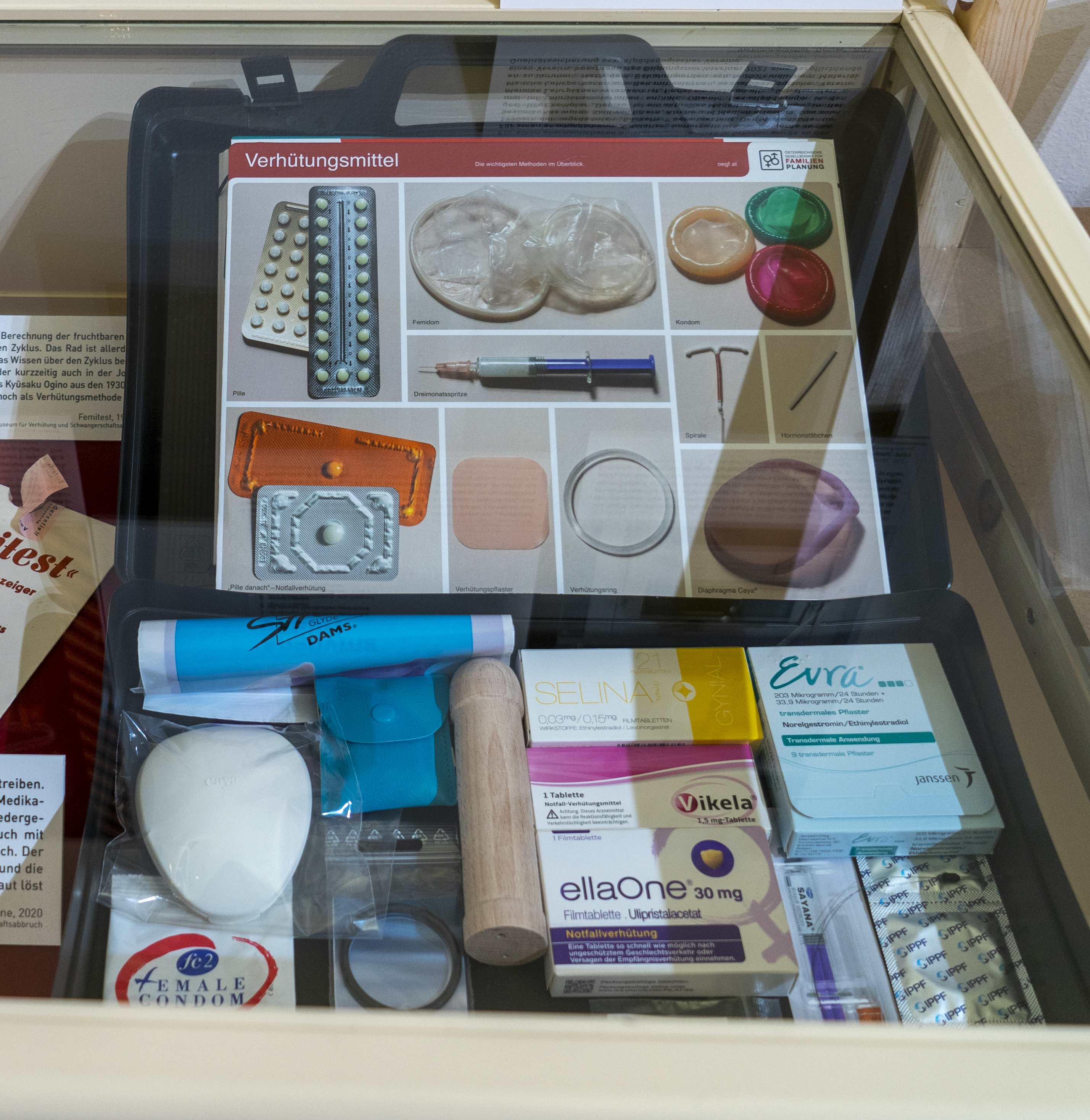
교육 도구의 예: 성교육 세션 중 타조를 설명하기 위한 소책자 (오스트리아 빈의 요제프슈타트 구 박물관)

성교육(한자: 性敎育, 영어: Sex education, The birds and the bees)은 인간의 이차 성징, 인간의 생식, 성교, 건강한 성생활, 이성과의 정서적 관계, 성과 관련된 권리와 책임, 피임, 그리고 인간의 성적 행동이 갖는 다른 양상들을 아우르는 넓은 범위의 교육을 지칭한다. 성교육은 일반적으로, 부모나 상담사, 학교 교육 프로그램과 공공 건강 캠페인으로부터 받게 된다.

## 상세
성교육은 성의 모든 면을 포함하는 교육으로서, 가족 계획, 생식(수정, 임신, 그리고 출산 때까지의 배아와 태아의 발달), 뿐만 아니라 성과 관련된 모든 정보(바디 이미지, 성적 지향, 성적 쾌감, 가치, 의사결정, 의사소통, 연애, 관계, 성병, 이에 대한 예방법과 피임법)를 설명하기도 한다.

## 대한민국의 성교육

### 부실한 교육과정
한국의 성교육은 고쳐야 할 점들이 아주 많은데, 현재 거의 대부분의 학교에선 성관계를 가르치지 않는다. 남녀의 생식기를 가르치는 과정에선 이게 어떻고 이렇다~ 정도만 짚고 넘어가는 경우가 대부분이다. 곽대경 동국대 경찰행정학과 교수는 "학교에서는 성교육과 관련해 아직도 생물학적 지식이나 해부학적 지식을 전달하는 경우가 많다. 재미 삼아, 장난 삼아 하는, 다시 말해 별 게 아닌 것으로 성에 대해 잘못된 인식을 하는 학생들이 많다"고 말한 적이 있다. 상황이 이렇다 보니  남자가 발기를 원하면 저절로 되는 줄 아는 경우도 있고, 여자가 월경을 참을 수 있다고 잘못 아는 경우도 존재한다.
또한, 성교육 방송이라고 해놓고 다큐멘터리를 틀어서 1~2시간을 허비하는 경우도 있으며, 너무 오래되었고 뻔한 내용의 성교육 영상을 틀어주는 경우도 일상다반사였다. 교육 준비 자료나 자료의 제작 년도가 오래된 경우인데도 이후에 새로 제작이나 개정이 없어서 생기는 괴리감이다.
간혹 부실한 성교육으로 네이버 지식in에 비닐봉지로 피임이 가능한지 질문하는 경우가 많은데 피임은 비닐봉지로는 불가능하다.

## 미국의 성교육
미국의 성교육은 주마다 제각각 다른 편이다. 학교에서 출산 동영상을 보여주거나 실제 아기와 비슷한 인형을 돌보면서 육아을 어떻게 하는지, 피임이 얼마나 중요한지 알려주는 등 한국보다는 성교육이 나은 편이다.

## 벨기에의 성교육
벨기에는 성교육 사이트가 따로 존재하는데, 성과 관련된 정보를 쉽게 배울 수 있게 되어있다.

## 같이 보기
- 청소년의 성
- 성교 동의 연령